# Notomulciber trimaculatus
Notomulciber trimaculatus là một loài bọ cánh cứng trong họ Cerambycidae.